# MYL1
MYL1 (англ. Myosin light chain 1) – білок, який кодується однойменним геном, розташованим у людей на короткому плечі 2-ї хромосоми.  Довжина поліпептидного ланцюга білка становить 194 амінокислот, а молекулярна маса — 21 145.
| 10         |  | 20         |  | 30         |  | 40         |  | 50         |
| ---------- |  | ---------- |  | ---------- |  | ---------- |  | ---------- |
| MAPKKDVKKP |  | VAAAAAAPAP |  | APAPAPAPAP |  | AKPKEEKIDL |  | SAIKIEFSKE |
| QQDEFKEAFL |  | LFDRTGDSKI |  | TLSQVGDVLR |  | ALGTNPTNAE |  | VRKVLGNPSN |
| EELNAKKIEF |  | EQFLPMMQAI |  | SNNKDQATYE |  | DFVEGLRVFD |  | KEGNGTVMGA |
| ELRHVLATLG |  | EKMKEEEVEA |  | LMAGQEDSNG |  | CINYEAFVKH |  | IMSI       |

A: Аланін

C: Цистеїн

D: Аспарагінова кислота

E: Глутамінова кислота

F: Фенілаланін

G: Гліцин

H: Гістидин

I: Ізолейцин

K: Лізин

L: Лейцин

M: Метіонін

N: Аспарагін

P: Пролін

Q: Глутамін

R: Аргінін

S: Серин

T: Треонін

V: Валін

Кодований геном білок за функціями належить до білкових моторів, міозинів, м'язових білків, фосфопротеїнів. 
Задіяний у таких біологічних процесах як ацетиляція, альтернативний сплайсинг. 